# Garcinia stipulata
Garcinia stipulata là một loài thực vật có hoa trong họ Bứa. Loài này được T.Anderson mô tả khoa học đầu tiên năm 1874.